# Hopkinton (Rhode Island)
Pour les articles homonymes, voir Hopkinton.
Hopkinton est une ville américaine (town) située dans le comté de Washington, dans l'État de Rhode Island.
La municipalité s'étend sur 44,25 milles carrés (114,61 km2), dont 42,95 milles carrés (111,24 km2) de terres. D'après le recensement de 2010, elle compte 8 188 habitants.
La ville est nommée en l'honneur de Stephen Hopkins, gouverneur et signataire de la Déclaration d'indépendance des États-Unis,.

## Villages
Hopkinton comprend plusieurs villages, généralement issus d'anciens moulins :
- Ashaway (en) (CDP, 1 485 habitants[1])
- Barberville (en)
- Bethel (en)
- Bradford (en) (en partie, CDP, 1 406 habitants[1])
- Burdickville (en)
- Canonchet (en)
- Centerville-Moscow (en)
- Hope Valley (en) (CDP, 1 612 habitants[1])
- Hopkinton City (en)
- Locustville (en)
- Rockville (en)
- South Hopkinton (en)
- Woodville (en)
- Yawgoog (en)

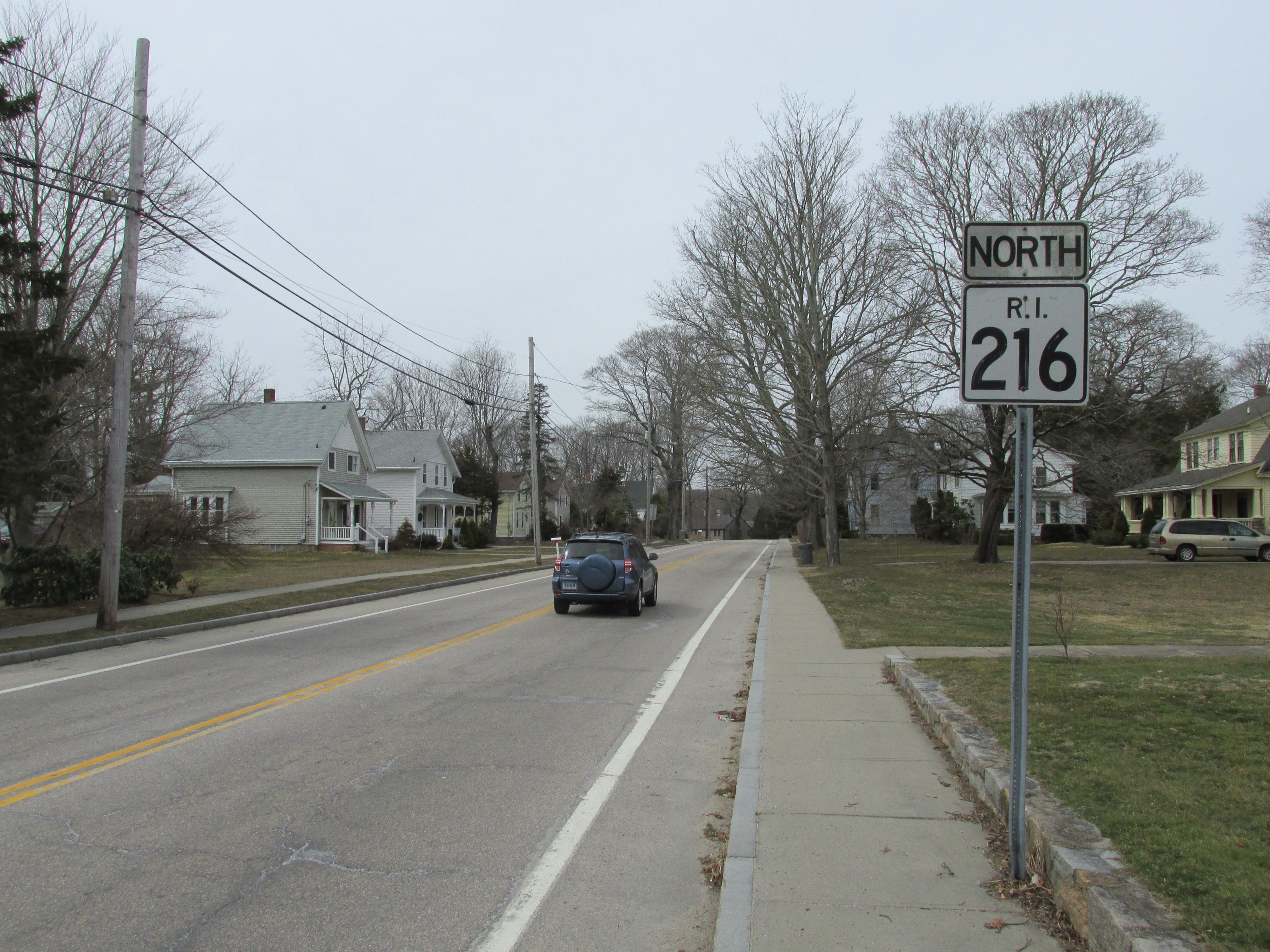
RI Route 216 à Ashaway
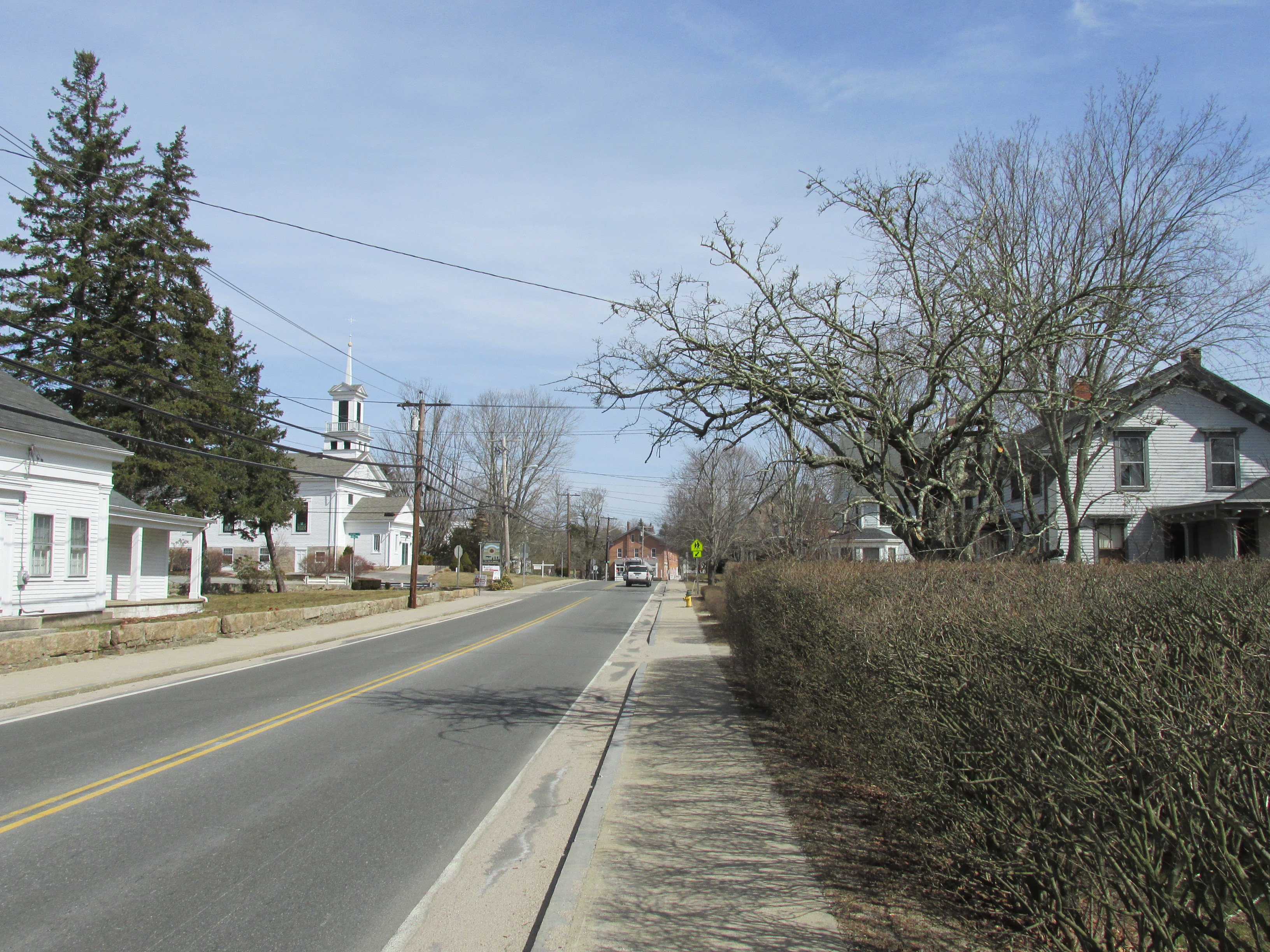
Main Street de Hope Valley
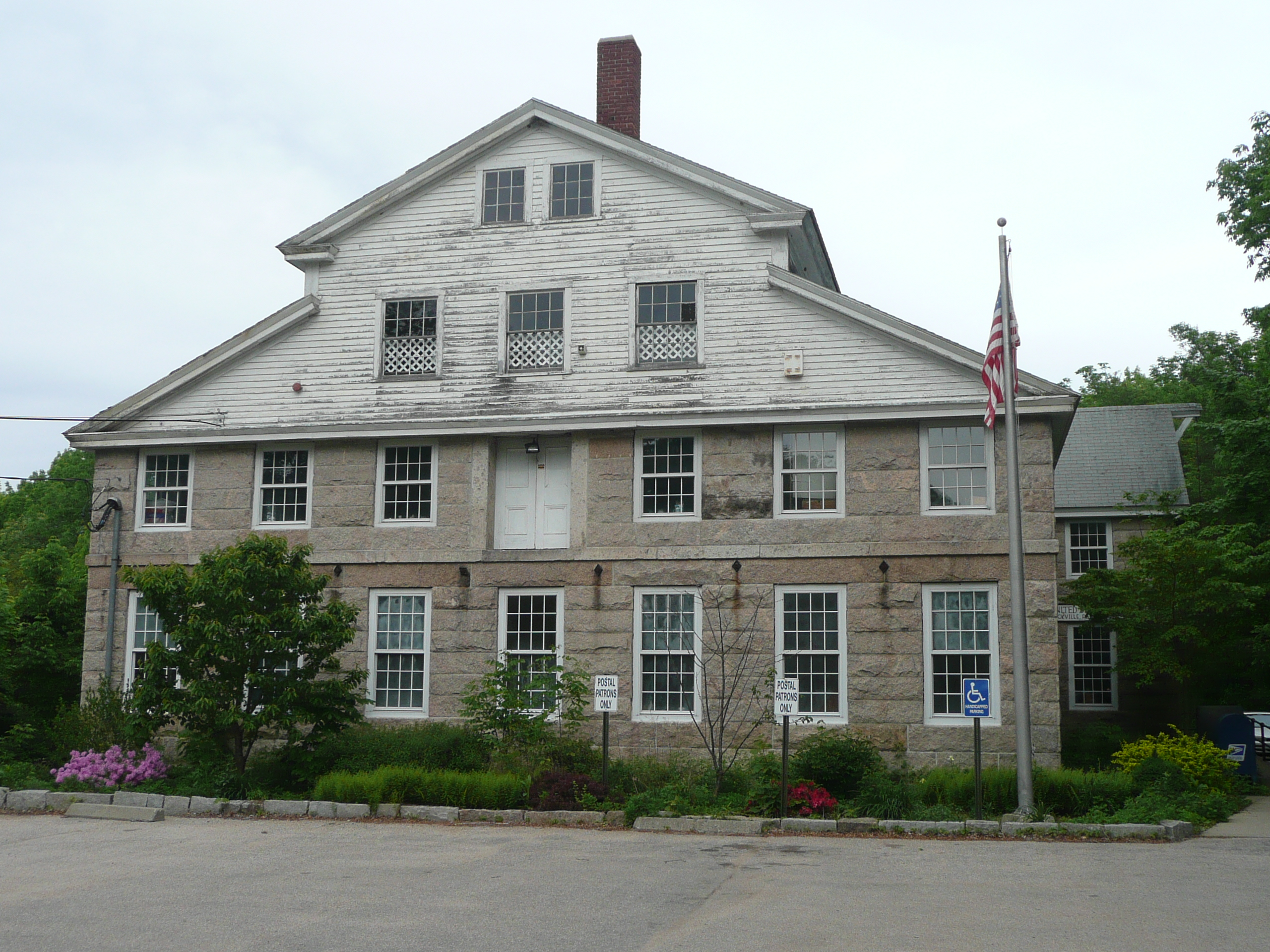
Le moulin de Rockville